# Mirzapur (Distrikt)
Der Distrikt Mirzapur (Hindi: मिर्ज़ापुर जिला, Urdu ضلع مرزاپور) ist ein Distrikt des indischen Bundesstaats Uttar Pradesh. Verwaltungszentrum ist die namensgebende Stadt Mirzapur.

## Geografie

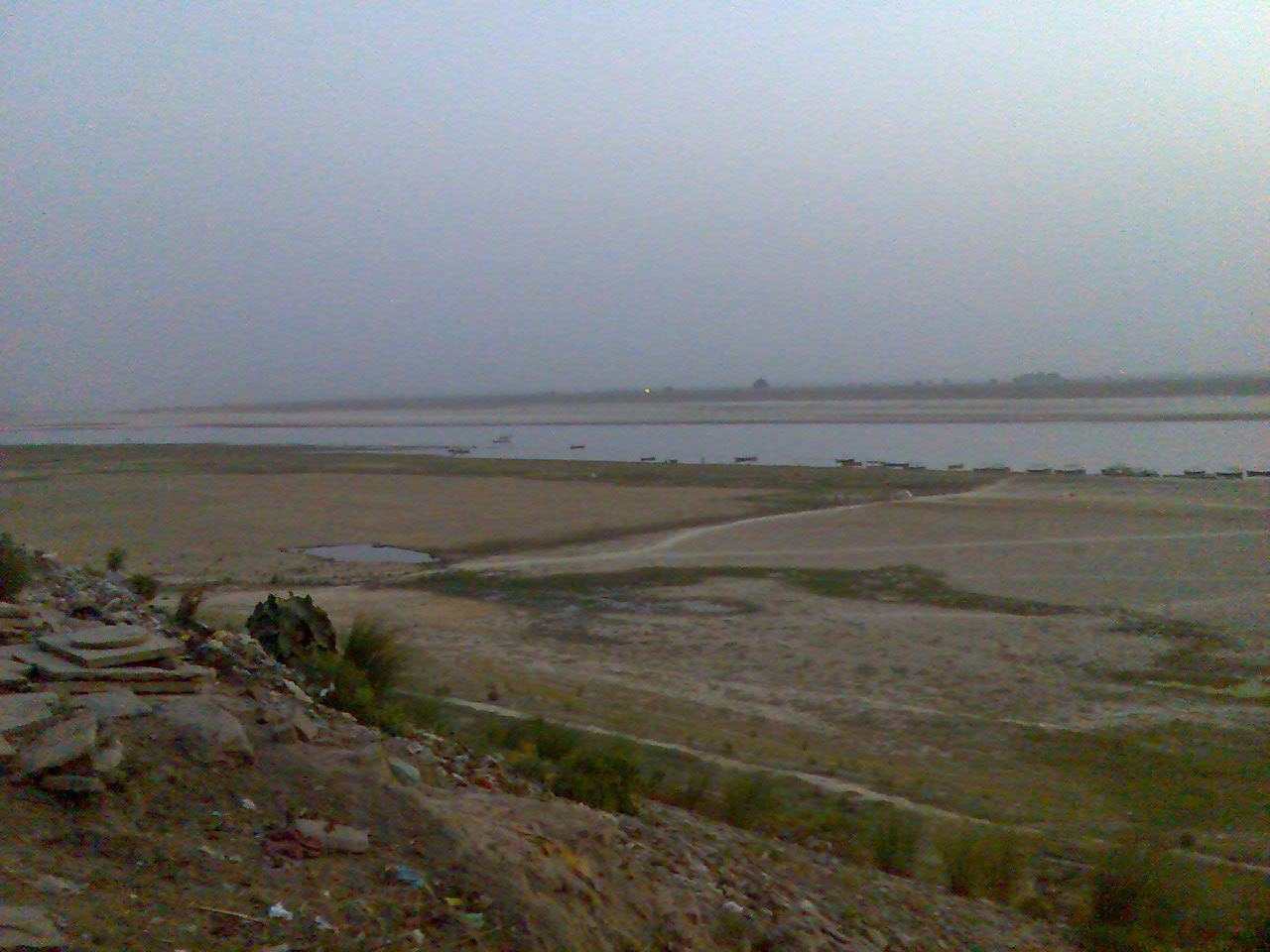
Gangesufer in Vindhyachal

Der Distrikt Mirzapur liegt im Südosten Uttar Pradeshs am südlichen Ufer des Ganges. Er hat eine Fläche von 4405 km². Der nördliche Teil des Distriktgebiets gehört zur flachen und intensiv landwirtschaftlich genutzten Gangesebene, nach Süden steigt das Terrain zu den Vindhya-Plateau hin an, das hier fast bis an den Ganges heranreicht. Nachbardistrikte sind Prayagraj im Westen, Bhadohi und Varanasi im Norden, Chandauli im Osten, Sonbhadra im Südosten, Singrauli im Süden und Rewa im Südwesten. Die beiden letztgenannten gehören bereits zum Nachbarbundesstaat Madhya Pradesh.
Der Distrikt gehört zur Division Mirzapur und ist in die fünf Tehsils Mirzapur Sadar, Chunar, Lalganj und Marihan unterteilt.

## Geschichte
Nachdem die Briten das Gebiet von Mirzapur Ende des 18. Jahrhunderts unter ihre Herrschaft gebracht hatten, gliederten sie es zunächst als Teil des Distrikt Benares (Varanasi) in Britisch-Indien ein. 1830 wurde Mirzapur zu einem eigenständigen Distrikt. Anfangs umfasste er auch die Ländereien des Maharajas von Benares, die 1911 den Status des Fürstenstaates Benares erhielten. Während der britischen Herrschaftszeit war der Distrikt Teil der Ceded and Conquered Provinces (ab 1836 Northwestern Provinces), die 1902 zu einem Teil der United Provinces of Agra and Oudh wurden. Nach der indischen Unabhängigkeit 1947 ging aus den United Provinces der Bundesstaat Uttar Pradesh hervor. 1989 löste sich der südöstliche Teil als Distrikt Sonbhadra aus dem Distrikt Mirzapur.

## Bevölkerung
Nach der Volkszählung 2011 hat der Distrikt Mirzapur 2.496.970 Einwohner. Zwischen 2001 und 2011 wuchs die Einwohnerzahl um 20 Prozent. Die Bevölkerungsdichte liegt mit 567 Einwohnern pro km² unter dem Durchschnitt Uttar Pradeshs (829 Einwohner pro km²). 14 Prozent der Einwohner des Distrikts Mirzapur leben in Städten. Die Alphabetisierungsquote entspricht mit 68 Prozent dem Mittelwert des Bundesstaates.
Unter den Einwohnern des Distriktes stellen nach der Volkszählung 2001 Hindus mit 92 Prozent die große Mehrheit. Daneben gibt es eine muslimische Minderheit von knapp acht Prozent.

## Städte
| Stadt                    | Einwohner (2001) |
| ------------------------ | ---------------- |
| Ahraura                  | 23.142           |
| Bakiabad                 | 3.979            |
| Bharuhana                | 5.734            |
| Chunar                   | 33.919           |
| Kachhwa                  | 14.712           |
| Mirzapur-cum-Vindhyachal | 205.264          |